# جيسيكا غراهام
جيسيكا غراهام (بالإنجليزية: Jessica Graham)‏ (و. – م) هي ممثلة، من الولايات المتحدة الأمريكية.

## وصلات خارجية
- جيسيكا غراهام على موقع IMDb (الإنجليزية)
- جيسيكا غراهام على موقع قاعدة بيانات الفيلم (الإنجليزية)